# Loïc Nottet

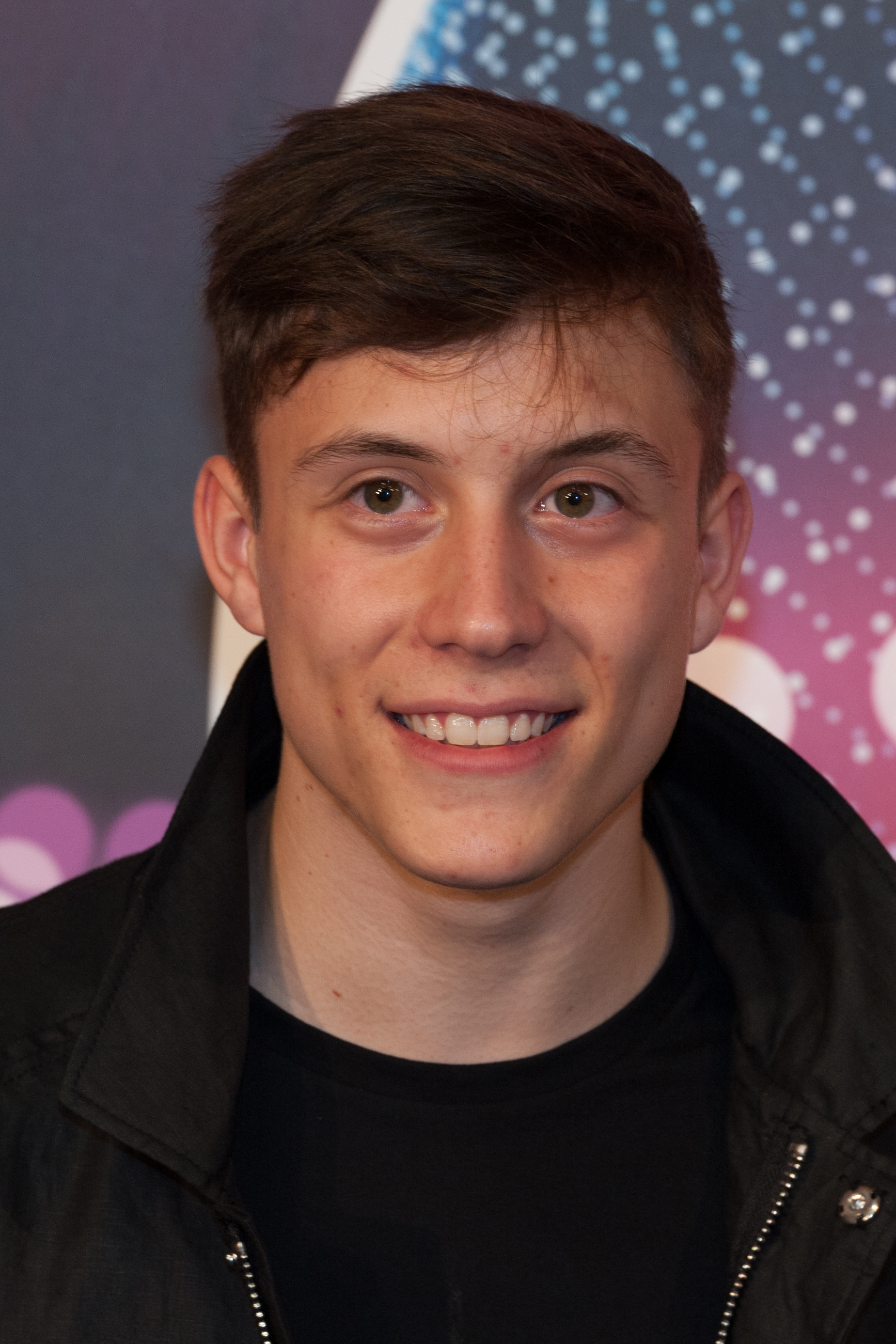
Loïc Nottet (2015)

Loïc Nottet (* 10. April 1996 in Courcelles) ist ein belgischer Sänger, Tänzer und Komponist. Beim Eurovision Song Contest 2015 belegte er für Belgien den 4. Platz.

## Karriere
Loïc Nottet nahm 2014 an der dritten Staffel der Castingshow The Voice Belgique teil und erreichte dort den zweiten Platz. Bei seiner Blind Audition überzeugte er zwei der Jurymitglieder mit einer Coverversion von Diamonds von Rihanna. Er ist seit Oktober 2014 unter Vertrag beim Label Sony.
Am 3. November 2014 teilte der belgische Fernsehsender RTBF auf einer Pressekonferenz mit, dass der Sänger sein Heimatland beim Eurovision Song Contest 2015 in Wien vertreten wird. Als Grund dafür, dass er und nicht der Erstplatzierte für Belgien an den Start gehen sollte, nannte der Sender, dass dieser eher Balladen singe, während Nottet auch tanze und sich damit für schnellere Songs empfehle. Er war der dritte Teilnehmer der Castingshow The Voice, der Belgien beim ESC vertrat. Mit dem von ihm komponierten Popsong Rhythm Inside erreichte er den vierten Platz beim Songcontest.
Mit der Gewinnerin der letzten Staffel, Denitsa Ikonomova, erreichte Loïc im Dezember 2015 den ersten Platz der französischen Show Danse avec les stars. Im Oktober 2016 erschien seine erste Single Million Eyes, die die Spitze der belgischen iTunes-Charts erreichte. Sein Debütalbum Selfocracy wurde im März 2017 veröffentlicht. Im April 2017 hatte er seine Konzertpremiere zur Tour Selfocracy im Ancienne Belgique in Brüssel. Im November 2018 veröffentlichte er die Single On Fire. Sein zweites Studioalbum Sillygomania war für März 2020 angekündigt, wurde jedoch aufgrund der COVID-19-Pandemie auf Mai 2020 verschoben. Aus demselben Grund musste auch seine Tour verschoben werden. Sie wird im April 2021 stattfinden und dabei in verschiedenen Konzertsälen in Belgien, Frankreich und der Schweiz Halt machen. Im November 2020 brachte er gemeinsam mit Laura Tesoro die Single Strangers heraus. Nottet nahm 2020 in der neunten Staffel von The Voice Belgique auf einem der vier Coach-Stühle Platz.

## Diskografie

### Studioalben
| Jahr | Titel Musiklabel        | Höchstplatzierung, Gesamtwochen, AuszeichnungChartplatzierungen (Jahr, Titel, Musiklabel, Platzierungen, Wochen, Auszeichnungen, Anmerkungen) | Höchstplatzierung, Gesamtwochen, AuszeichnungChartplatzierungen (Jahr, Titel, Musiklabel, Platzierungen, Wochen, Auszeichnungen, Anmerkungen) | Höchstplatzierung, Gesamtwochen, AuszeichnungChartplatzierungen (Jahr, Titel, Musiklabel, Platzierungen, Wochen, Auszeichnungen, Anmerkungen) | Anmerkungen                                            |
| Jahr | Titel Musiklabel        | BEF | BEW | CH | Anmerkungen                                            |
| ---- | ----------------------- | --- | --- | --- | ------------------------------------------------------ |
| 2017 | Selfocracy Sony Music   | BEF3 (31 Wo.)BEF | BEW1 Platin · (81 Wo.)BEW | CH20 (7 Wo.)CH | Erstveröffentlichung: 31. März 2017 Verkäufe: + 80.000 |
| 2020 | Sillygomania Sony Music | BEF9 (10 Wo.)BEF | BEW1 (60 Wo.)BEW | CH50 (1 Wo.)CH | Erstveröffentlichung: 29. Mai 2020                     |
| 2023 | Addictocrate Sony Music | BEF107 (2 Wo.)BEF | BEW1 (47 Wo.)BEW | — | Erstveröffentlichung: 26. Mai 2023                     |

### Singles
| Jahr | Titel Album               | Höchstplatzierung, Gesamtwochen, AuszeichnungChartplatzierungen (Jahr, Titel, Album, Platzierungen, Wochen, Auszeichnungen, Anmerkungen) | Höchstplatzierung, Gesamtwochen, AuszeichnungChartplatzierungen (Jahr, Titel, Album, Platzierungen, Wochen, Auszeichnungen, Anmerkungen) | Höchstplatzierung, Gesamtwochen, AuszeichnungChartplatzierungen (Jahr, Titel, Album, Platzierungen, Wochen, Auszeichnungen, Anmerkungen) | Höchstplatzierung, Gesamtwochen, AuszeichnungChartplatzierungen (Jahr, Titel, Album, Platzierungen, Wochen, Auszeichnungen, Anmerkungen) | Höchstplatzierung, Gesamtwochen, AuszeichnungChartplatzierungen (Jahr, Titel, Album, Platzierungen, Wochen, Auszeichnungen, Anmerkungen) | Höchstplatzierung, Gesamtwochen, AuszeichnungChartplatzierungen (Jahr, Titel, Album, Platzierungen, Wochen, Auszeichnungen, Anmerkungen) | Anmerkungen                                                                                   |
| Jahr | Titel Album               | BEF | BEW | DE | AT | CH | UK | Anmerkungen                                                                                   |
| --- | ------------------------- | --- | --- | --- | --- | --- | --- | --------------------------------------------------------------------------------------------- |
| 2015 | Rhythm Inside –           | BEF1 (13 Wo.)BEF | BEW1 Platin · (19 Wo.)BEW | DE21 (2 Wo.)DE | AT2 (8 Wo.)AT | CH34 (1 Wo.)CH | UK69 (1 Wo.)UK | Erstveröffentlichung: 10. März 2015 Verkäufe: + 30.000                                        |
| 2016 | Million Eyes Selfocracy   | BEF23 (13 Wo.)BEF | BEW2 Gold · (25 Wo.)BEW | — | — | CH43 (7 Wo.)CH | — | Erstveröffentlichung: 27. Oktober 2016 Verkäufe: + 248.333                                    |
| 2017 | Mud Blood Selfocracy      | — | BEW17 (22 Wo.)BEW | — | — | — | — | Erstveröffentlichung: 17. März 2017                                                           |
| 2018 | On Fire Sillygomania      | — | BEW10 (22 Wo.)BEW | — | — | — | — | Erstveröffentlichung: 30. November 2018                                                       |
| 2019 | 29 Sillygomania           | — | BEW42 (4 Wo.)BEW | — | — | — | — | Erstveröffentlichung: 5. Juni 2019                                                            |
| 2020 | Heartbreaker Sillygomania | BEF14 (24 Wo.)BEF | BEW5 Gold · (22 Wo.)BEW | — | — | — | — | Erstveröffentlichung: 19. Februar 2020 Verkäufe: + 20.000                                     |
| 2020 | TWYM Sillygomania         | — | BEW8 (10 Wo.)BEW | — | — | — | — | Erstveröffentlichung: 31. Juli 2020                                                           |
| 2020 | Strangers –               | BEF13 (22 Wo.)BEF | BEW4 Gold · (19 Wo.)BEW | — | — | — | — | Erstveröffentlichung: 6. November 2020 Verkäufe: + 20.000; mit Laura Tesoro feat. Alex Germys |
| 2022 | Mélodrame Addictocrate    | — | BEW33 (5 Wo.)BEW | — | — | — | — | Erstveröffentlichung: 9. November 2022                                                        |
| 2023 | Danser Addictocrate       | — | BEW3 (25 Wo.)BEW | — | — | — | — | Erstveröffentlichung: 2. Februar 2023                                                         |
| 2023 | Beaux rêves –             | — | BEW18 (16 Wo.)BEW | — | — | — | — | Erstveröffentlichung: 13. Oktober h2023 feat. Prinzly                                         |
| Folgende Lieder erschienen nicht als Single, wurden aber durch das Album zum Download und Streaming bereitgestellt und konnten somit eine Platzierung erlangen: |                           | | | | | | |                                                                                               |
| |                           | | | | | | |                                                                                               |
| 2018 | Hungry Heart Selfocracy   | — | BEW47 (1 Wo.)BEW | — | — | — | — | Charteinstieg: 10. März 2018                                                                  |

Weitere Singles
- 2014: One Love
- 2017: Doctor
- 2017: Go to Sleep
- 2019: Candy
- 2020: Mr/Mme

### Gastbeiträge
| Jahr | Titel Album                                    | Höchstplatzierung, Gesamtwochen, AuszeichnungChartplatzierungen (Jahr, Titel, Album, Platzierungen, Wochen, Auszeichnungen, Anmerkungen) | Höchstplatzierung, Gesamtwochen, AuszeichnungChartplatzierungen (Jahr, Titel, Album, Platzierungen, Wochen, Auszeichnungen, Anmerkungen) | Höchstplatzierung, Gesamtwochen, AuszeichnungChartplatzierungen (Jahr, Titel, Album, Platzierungen, Wochen, Auszeichnungen, Anmerkungen) | Höchstplatzierung, Gesamtwochen, AuszeichnungChartplatzierungen (Jahr, Titel, Album, Platzierungen, Wochen, Auszeichnungen, Anmerkungen) | Höchstplatzierung, Gesamtwochen, AuszeichnungChartplatzierungen (Jahr, Titel, Album, Platzierungen, Wochen, Auszeichnungen, Anmerkungen) | Höchstplatzierung, Gesamtwochen, AuszeichnungChartplatzierungen (Jahr, Titel, Album, Platzierungen, Wochen, Auszeichnungen, Anmerkungen) | Anmerkungen                                                              |
| Jahr | Titel Album                                    | BEF | BEW | DE | AT | CH | UK | Anmerkungen                                                              |
| ---- | ---------------------------------------------- | --- | --- | --- | --- | --- | --- | ------------------------------------------------------------------------ |
| 2024 | On s’écrira La loi du papillon - La note noire | — | BEW44 (3 Wo.)BEW | — | — | — | — | Erstveröffentlichung: 17. September 2024 Nuit Incolore feat. Loïc Nottet |

## Auszeichnungen für Musikverkäufe
| Goldene Schallplatte - Frankreich - 2018: für das Album Selfocracy | Diamantene Schallplatte - Frankreich - 2017: für die Single Million Eyes - 2025: für die Single Mr/Mme |

Anmerkung: Auszeichnungen in Ländern aus den Charttabellen bzw. Chartboxen sind in ebendiesen zu finden.
| Land/RegionAuszeichnungen für Musikverkäufe (Land/Region, Auszeichnungen, Verkäufe, Quellen) | Gold     | Platin     | Diamant     | Verkäufe | Quellen         |
| -------------------------------------------------------------------------------------------- | -------- | ---------- | ----------- | -------- | --------------- |
| Belgien (BRMA)                                                                               | 3× Gold3 | 2× Platin2 | —           | 115.000  | ultratop.be     |
| Frankreich (SNEP)                                                                            | Gold1    | —          | 2× Diamant2 | 616.666  | snepmusique.com |
| Insgesamt                                                                                    | 4× Gold4 | 2× Platin2 | 2× Diamant2 |          |                 |